# АльпИндустрия
АльпИндустрия (AlpIndustria) — российский outdoor холдинг, включающий сеть магазинов и пунктов проката, предоставляющих туристическое снаряжение и экипировку для экстремальных видов спорта. Также в холдинг входит туроператор "Команда Приключений АльпИндустрия". Штаб-квартира компании расположена в Москве.
Компания основана в 1988 году.
Основатель компании, председатель совета директоров группы outdoor компаний Альпиндустрия — Сергей Семенович Зон-Зам.

## Деятельность компании
Компания представлена двенадцатью магазинами в Москве, Санкт-Петербурге, Новосибирске, Екатеринбурге, Перми, Краснодаре, Пятигорске, Терсколе, Красной Поляне, Воронеже, Нижнем Новгороде, Красноярске и Архызе, а также интернет-магазином, осуществляющим доставку снаряжения по всей России. Является дистрибьютором ряда известных американских, европейских и азиатских компаний, работающих на рынке outdoor. Ассортимент: высотное альпинистское снаряжение, снаряжение для зимних видов спорта, бивуачное снаряжение, одежда для активного отдыха и спорта. Туроператор экстремальных путешествий предлагает программы и экспедиции в различные горные районы мира: горные треккинговые туры, восхождения на высочайшие пики, горнолыжные, водные и велосипедные туры, комбинированные путешествия.
Многие сотрудники компании имеют спортивные разряды и звания по горным видам спорта, на их счету — победы и призовые места на чемпионатах СССР и России по альпинизму, множество технических, экстремально сложных восхождений в качестве гидов и руководителей экспедиций компании.
АльпИндустрия является членом Russian Outdoor Group, членом Совета Ассоциации Компаний Розничной Электронной Торговли (АКРЭТ), спонсором и организатором спортивных соревнований и массовых мероприятий.